# 拉瑪真相
《拉瑪真相》（英語：Rama Revealed）是1993年英國作家亞瑟·克拉克與美國作家簡崔·李（Gentry Lee）合著的科幻小說。該小說主要講述的是拉玛飞船背后的奥秘。

## 中譯書目
- 《拉瑪真相》，胡瑛譯，小知堂文化出版，2006年（繁體，台灣）